# 유태호
류태호(柳泰鎬, 1963년 7월 26일~)는 대한민국의 정치인이다. 제16대 강원도 태백시장(민선 7기, 2018~2022)을 지냈다.

## 학력
- 황지초등학교 졸업
- 황지중학교 졸업
- 황지고등학교 졸업
- 계명대학교 사회학과 중퇴

## 경력
- 태백교육공동체 대표
- 친환경무상급식태백운동본부 집행위원장
- 2011.04~2014.06: 제6대 강원도 태백시의회 의원
- 2014.07~2018.04: 제7대 강원도 태백시의회 의원
  - 2014.07~2016.06: 제7대 강원도 태백시의회 전반기 의장
- 2017.04~2017.05: 더불어민주당 강원도당 국민주권선거대책위원회 폐광지역활성화 특별위원장
- 2017.04~2017.05: 제19대 대통령선거 더불어민주당 문재인후보 교육특보
- 2018.07~2022.06: 제16대 민선 7기 강원도 태백시장(초선)

## 역대 선거 결과
|  | 25.81% |

|  | 22.32% |

|  | 36.13% |

|  | 44.31% |